# チオジグリコール
チオジグリコール (thiodiglycol) は化学式 HO−CH2CH2−S−CH2CH2−OH で表される化合物。インクジェットプリンターやボールペンのインクの溶媒として使われる。かつてはマスタードガスの原料としても使われたことがあり、化学兵器禁止条約の第一種指定物質の原料物質にも掲載されている。消防法に定める第4類危険物 第3石油類に該当する。
工業的に酸化エチレンと硫化水素の反応で生産されている。